# Dayah Beuah
Dayah Beuah is een bestuurslaag in het regentschap Pidie van de provincie Atjeh, Indonesië. Dayah Beuah telt 605 inwoners (volkstelling 2010).